# Strade d'estate
Strade d'Estate è un brano musicale di Entics, pubblicato come primo singolo estratto dall'album Carpe Diem, secondo album del rapper pubblicato per una major discografica. Il brano è stato reso disponibile per il download digitale e l'airplay radiofonico il 2 agosto 2012, contemporaneamente alla pubblicazione del video musicale sul canale YouTube del rapper.

## Tracce
Download digitale
1. Strade D'Estate - 4:04